# Cassintaube
Die Cassintaube (Leptotila cassini), früher gelegentlich als Graubrusttaube bezeichnet, ist eine Art der Taubenvögel, die ausschließlich in Mittelamerika und dem äußersten Norden Südamerikas vorkommt. Die Bestandssituation der Art wurde 2016 in der Roten Liste gefährdeter Arten der IUCN als „Least Concern (LC)“ = „nicht gefährdet“ eingestuft.

## Erscheinungsbild

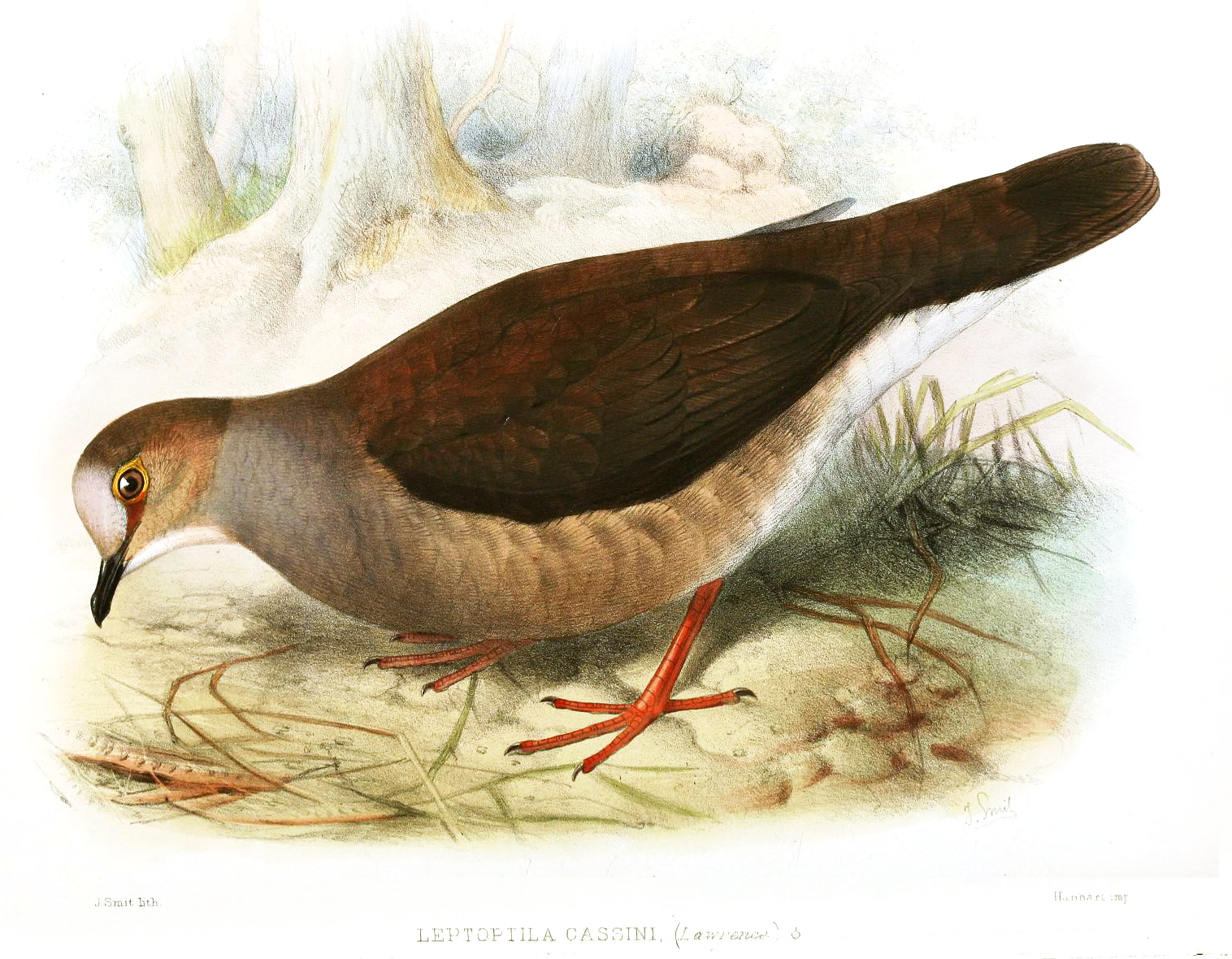
Cassintaube, Illustration

Die Cassintaube erreicht eine Körperlänge zwischen 22,5 und 28 Zentimeter. Sie ist damit etwas größer als eine Lachtaube. Ihr Körperbau ist etwas kompakter und kräftiger als die anderen Vertreter der Gattung der Schallschwingentauben.
Die Männchen der Cassintaube haben einen grauen Vorderkopf, der auf dem Scheitel in ein Graubraun übergeht. Der Nacken und der Hinterhals sind rötlich-braun. Der Mantel ist weinrötlich-grau bis dunkel olivfarben. Die Flügeldecken, die Schwungfedern, der Bürzel und Rücken sowie die Oberschwanzdecken sind dunkel olivbraun mit einer leicht rötlichen Tönung. Die äußeren zwei Paare der Schwanzfedern sind dunkel olivbraun mit einem schwarzen Endband und weißen Federspitzen. Die übrigen Schwanzfedern sind olivbraun.
Das Kinn und die Kehle sind weiß, das Gesicht ist blassgrau mit einem leichten Rosaton. Die Halsseiten und die Brust sind grau. Der Bauch ist grau mit einem Rosaton. Die Flanken und die Schenkel sind olivbraun, die Unterschwanzdecken sind gleichfalls olivbraun, jedoch etwas heller als Schenkel und Flanken. Die unbefiederte Haut rund um die Augen ist karmesinrot. Der Schnabel ist schwarz. Die Füße und Beine sind leuchtend korallenrot.
Die Weibchen sind insgesamt etwas matter gefärbt als die Männchen. Die Jungvögel sind dagegen deutlich dunkler als die adulten Vögel. Die Federn der Flügeldecken weisen bei ihnen noch zimtfarbene Säume auf. Die Füße und Beine sind bei ihnen noch mattrot.
Wie alle Schallschwingentauben erzeugt die Graubrusttaube ein schwirrendes Fluggeräusch als Instrumentallaut. Dieses Geräusch ähnelt dem Fluggeräusch des Rebhuhns und ist für die Gattung namensgebend. Es wird durch eine im letzten Drittel verschmälerte äußerste Schwungfeder erzeugt.

## Verwechselungsmöglichkeiten
Im Verbreitungsgebiet der Cassintaube kommen mehrere andere Arten der Schallschwingentauben vor, mit der sie verwechselt werden kann. Die Weißstirntaube besiedelt ähnliche Lebensräume wie die Cassintaube, jedoch haben alle Unterarten im Graubrusttauben-Verbreitungsgebiet auf ihren Schwanzfedern ein breites weißes Mittelband und die unbefiederte Haut rund um das Auge ist blau und nicht rot wie bei der Graubrusttaube. Darüber hinaus unterscheidet sich der Ruf, der bei der Weißstirntaube zweisilbig ist. 
Die Graukopftaube ist blasser als die Graubrusttaube und hat einen weißen Bauch und einen weißen Bürzel. Der Schwanz der beiden Arten ähnelt sich, jedoch ist bei der Graukopftaube der Weißanteil ist größer. Der Ruf der Graukopftaube ist ähnlich einsilbig wie bei der Cassintaube, jedoch sind die Rufe der Graukopftaube länger gedehnt.

## Verbreitung und Lebensraum
Das Verbreitungsgebiet der Cassintaube reicht vom mexikanischen Chiapas über Guatemala und den Süden von Belize sowie dem Küstengebiet Honduras’ bis in den Westen von Nicaragua und den äußersten Norden von Kolumbien. Grundsätzlich kommt die Graubrusttaube in Lagen zwischen den Tiefebenen und 500 Höhenmetern vor. In Honduras kann man sie jedoch auch noch in Höhenlagen bis 1400 Meter antreffen, in Costa Rica und Panama kommt sie bis 750 Höhenmeter vor.
Der Lebensraum der Cassintaube sind Primärwälder und hochgewachsene Sekundärwälder. In Mexiko und dem Norden Zentralamerikas kommt sie im tropischen Regenwald vor. In Costa Rica trifft man sie auch in Gärten und schütter baumbestandenen Regionen an, wenn diese an Waldgebiete angrenzen. Sie ist dann häufig mit der Weißstirntaube vergesellschaftet.

## Lebensweise
Die Cassintaube ist ein Standvogel, der sich bevorzugt auf dem Boden aufhält. Nur bei Störung fliegt diese Taube auf, um im Unterholz Schutz zu suchen. Sie lebt einzelgängerisch oder paarweise. Ihre Nahrung findet sie in der Laubschicht des Waldboden oder am Waldrand. Sie frisst Sämereien und Insekten. Die Fortpflanzungszeit variiert je nach Verbreitungsgebiet. In Costa Rica fällt sie in den Zeitraum Februar bis Mai sowie Juli bis September. In Panama brüten Graubrusttauben dagegen von Februar bis September, in Kolumbien schreiten sie in den Monaten von Januar bis April zur Brut. Das Nest ist eine taubentypische lose Plattform aus kleinen Ästchen, die sich zwischen einem und drei Meter oberhalb des Erdbodens befindet. Das Gelege besteht aus zwei Eiern.

## Einzelbelege
1. ↑  
Leptotila cassinii in der Roten Liste gefährdeter Arten der IUCN 2016.1. Eingestellt von: BirdLife International, 2016. Abgerufen am 10. Oktober 2017.
2. 1 2 3 4   Gibbs, Barnes und Cox: Pigeons and Doves, S. 367.
3. ↑   Gibbs, Barnes und Cox: Pigeons and Doves, S. 368.
4. ↑   Münst, S. 169